# Pandanus botryoides
Pandanus botryoides är en enhjärtbladig växtart som beskrevs av Ugolino Martelli. Pandanus botryoides ingår i släktet Pandanus och familjen Pandanaceae.
Artens utbredningsområde är Filippinerna. Inga underarter finns listade.